# Beyond the Veil
Beyond the Veil (рус. по ту сторону завесы) — второй студийный альбом норвежской готик-метал-группы Tristania, вышедший в 1999 году. Диск стал последним, в записи которого принимал участие один из основателей группы, вокалист, гитарист и основной автор песен Мортен Веланд.

## Список композиций
1. «Beyond the Veil» — 6:37
2. «Aphelion» — 7:50
3. «A Sequel of Decay» — 6:33
4. «Opus Relinque» — 6:08
5. «Lethean River» — 5:56
6. «…of Ruins and a Red Nightfall» — 6:22
7. «Simbelmynë» — 1:00
8. «Angina» — 4:39
9. «Heretique» — 4:51
10. «Dementia» — 2:21

## Участники записи
- Вибеке Стене — вокал
- Мортен Веланд — вокал, гитара
- Anders H. Hidle — гитара
- Rune Østerhus — бас-гитара
- Einar Moen — клавишные
- Kenneth Olsson — ударные